# Dao động tinh thể

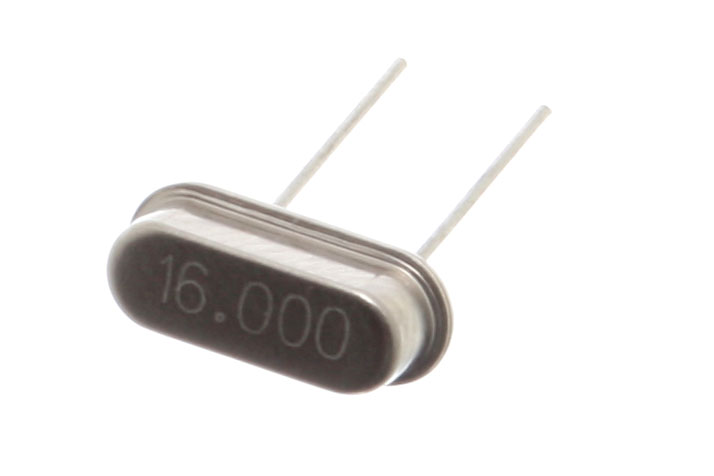
X-tal 16 MHz vỏ HC-49/S
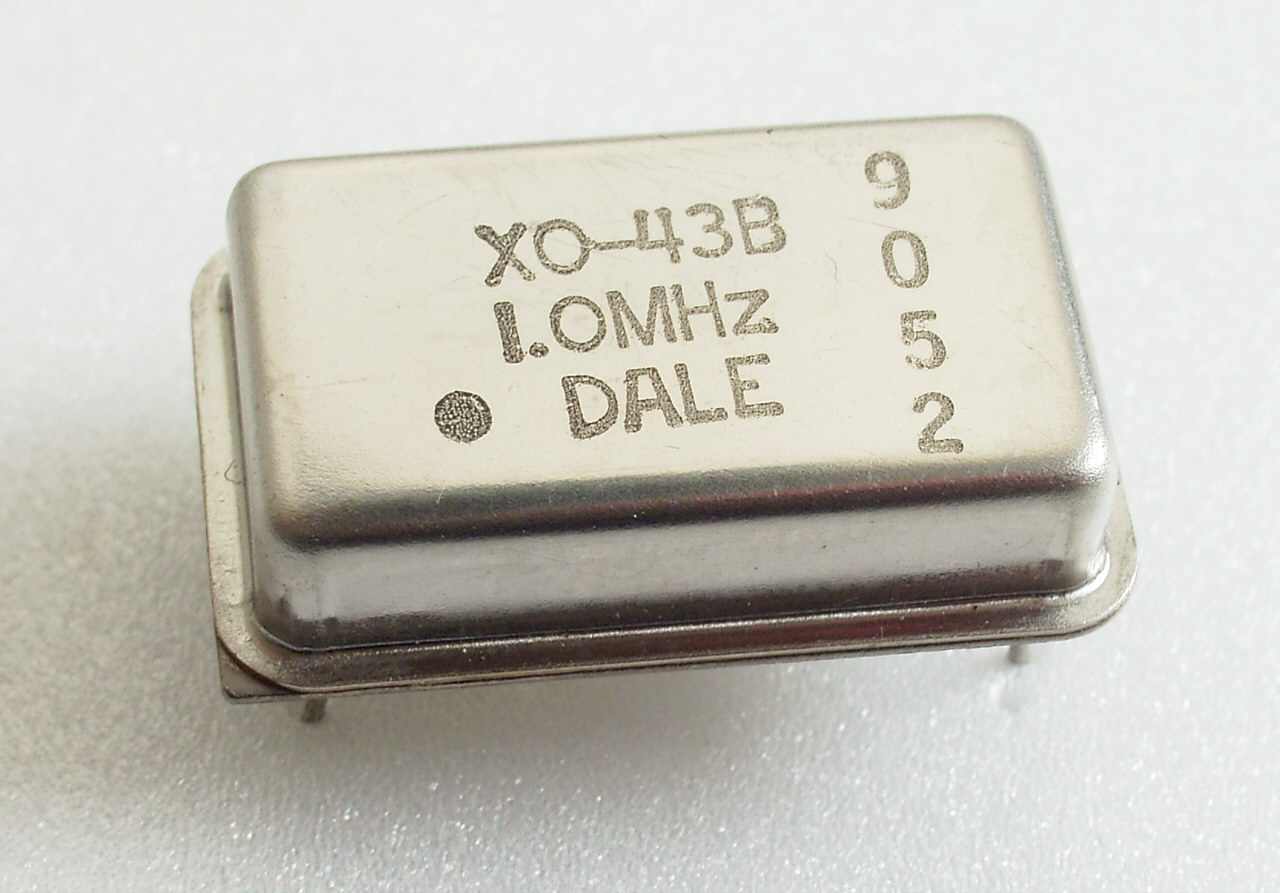
IC dao động 1 MHz vỏ DIL-14

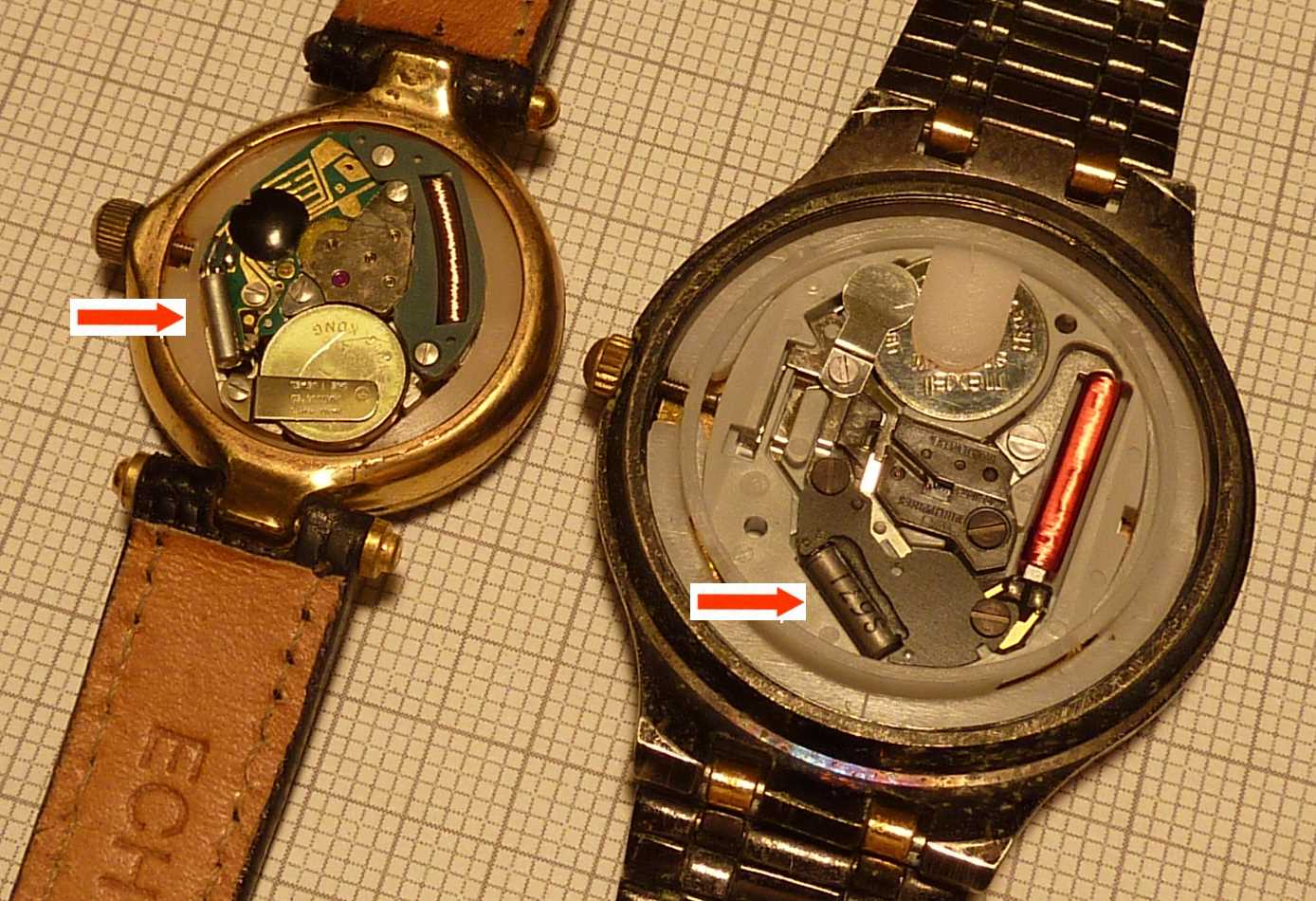
Đồng hồ đeo tay thạch anh

Dao động tinh thể là mạch dao động điện tử sử dụng cộng hưởng cơ học của tinh thể dao động của vật liệu áp điện để tạo ra tín hiệu điện với tần số chính xác và ổn định cao. Tần số này thường được sử dụng để theo dõi thời gian, như trong đồng hồ đeo tay thạch anh, để ổn định tần số cho các máy phát và thu sóng vô tuyến chuyên nghiệp, và phần lớn là để cung cấp xung nhịp (Clock signal) ổn định cho các mạch tích hợp kỹ thuật số như trong máy tính, thiết bị kỹ thuật số hỗ trợ cá nhân, điện thoại di động, và có mặt ở tất cả các khối điều khiển điện tử ở các thiết bị công nghiệp và gia dụng.
Loại cộng hưởng áp điện phổ biến nhất được sử dụng là tinh thể thạch anh, do đó các mạch dao động kết hợp chúng được gọi là dao động tinh thể. Tuy nhiên các vật liệu áp điện khác bao gồm gốm đa tinh thể được sử dụng trong các mạch như vậy.
X-tal có độ ổn định cỡ 10−6. Độ ổn định này có thể cảm nhận được từ các đồng hồ đeo tay hay treo tường chạy pin có dùng Quartz 32768 Hz do các hãng uy tín của Nhật hay Âu Mỹ sản xuất, chỉ sai chưa tới 1 sec sau 1 năm (không phải hàng rổm đang bán nhiều ở Việt Nam).

## Thạch anh tinh thể

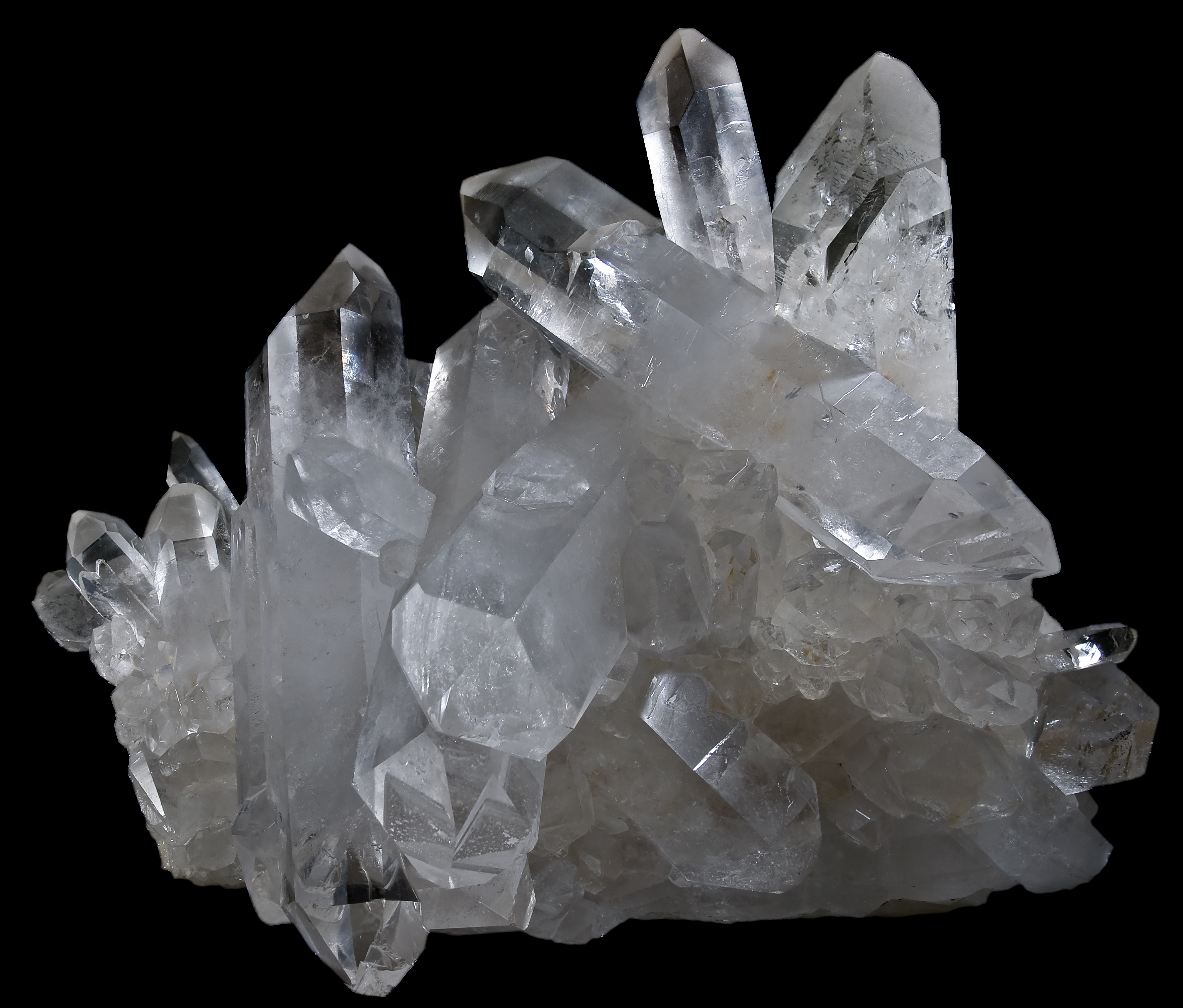
Nhóm các tinh thể thạch anh tự nhiên, từ Brasil

### Đại cương
Thạch anh là một loại oxide silic (SiO2) dạng pha lê. Oxy và silic là những nguyên tố tồn tại nhiều nhất trên trái đất, trong đó cát và đá có thành phần chủ yếu là SiO2.
Cát đá thì có khắp nơi, nhưng để có thạch anh thì phải có oxide silic tinh khiết và cho kết tinh theo một quá trình thích hợp. Trong tự nhiên nó xảy ra ở vùng núi lửa.
Tương tự, silic được dùng nhiều trong các con chip và trong công nghệ phần cứng, nhưng phải lọc luyện từ cát thạch anh đến độ gần như nguyên chất, tức là tạp chất ở mức "1 cái kim khâu trong sân bóng đá".

### Tính chất
Thạch anh là một vật chất cứng, trong suốt, có trọng lượng riêng 2.649 kg/m3 (1.531 oz/in3), nhiệt độ nóng chảy ở 1750 °C (3182 °F). Thạch anh có tính giòn cao, tính dẻo thấp và đó cũng là một tính chất thuận lợi cho các ứng dụng với chúng.
Thạch anh được sử dụng chế tạo các thiết bị tạo ra xung nhịp để ứng dụng trong ngành điện tử, cũng có thể dùng để tạo các tần số mẫu để hiệu chỉnh cho các dụng cụ âm nhạc.

### Ứng dụng
Những tinh thể thạch anh đầu tiên được sử dụng bởi chúng có tính chất "áp điện", có nghĩa là chúng chuyển các dao động cơ khí thành điện áp và ngược lại, chuyển các xung điện áp thành các dao động cơ khí. Tính chất áp điện này được Jacques Curie phát hiện năm 1880 và từ đó chúng được sử dụng vào trong các mạch điện tử do tích chất hữu ích này.

Một đặc tính quan trọng của tinh thể thạch anh là nếu tác động bằng các dạng cơ học đến chúng (âm thanh, sóng nước...) vào tinh thể thạch anh thì chúng sẽ tạo ra một điện áp dao động có tần số tương đương với mức độ tác động vào chúng, do đó chúng được ứng dụng trong rất nhiều lĩnh vực. Chẳng hạn kiểm soát những sự rung động trong các động cơ xe hơi để kiểm soát sự hoạt động của chúng.
Lần đầu tiên Walter G. Cady ứng dụng thạch anh vào một bộ kiểm soát dao động điện tử vào năm 1921. Ông công bố kết quả vào năm 1922 và đến năm 1927 thì Warren A. Marrison đã ứng dụng tinh thể thạch anh vào điều khiển sự hoạt động của các đồng hồ.

## Phần tử X-tal
Mảnh cắt tinh thể thạch anh được sử dụng để tạo ra linh kiện Cộng hưởng thạch anh hay X-tal. Thành phần chính của linh kiện X-tall là mảnh cắt tinh thể áp điện có phương cắt và kích thước xác định.
Các mảnh cắt thường có phương cắt thường là 45° tính từ trục chính tinh thể. Trong quá trình chế tạo thì các mảnh cắt được mài có giám sát tần số cộng hưởng đến khi đạt được giá trị tần cộng hưởng định mức. Vì thế lúc đầu chúng là linh kiện đắt tiền, và chỉ từ giữa những năm 1980 giá thành mới giảm xuống do các dây chuyền tự động làm linh kiện xuất hiện. Các mảnh được đóng gói kín vỏ kim loại ở hai dạng chính:
1. Mảnh cắt đơn thuần để lắp ráp vào mạch dao động, như X-tal 16 MHz vỏ HC-49/S.
2. Mạch tích hợp là modul mạch dao động hoàn chỉnh cấp ra dao động xung vuông theo chuẩn logic hiện hành, như IC dao động tinh thể 1 MHz vỏ DIL-14.

## Mạch điện

Ký hiệu và sơ đồ tương đương của X-tal trong mạch dao động
Mạch dao động X-tal lập bằng cổng NOT

### Dao động Butler
Dao động Butler là mạch dao động tinh thể sử dụng ổn tần ở tần số gần với điểm cộng hưởng nối tiếp của tinh thể.
Mạch do Butler F. đưa ra năm 1946. Mạch gồm có một khuếch đại giới hạn biên độ, nối tiếp một mạng bộ lọc được đặt xen kẽ giữa tầng khuếch đại điện áp và tầng phối hợp trở kháng trong bộ tạo dao động Butler. Điều này cho phép cả giai đoạn khuếch đại điện áp và giai đoạn phối hợp trở kháng được vận hành ở chế độ tuyến tính mọi lúc, đảm bảo rằng một tinh thể áp điện được kết nối giữa các giai đoạn được kết nối trong một đường trở kháng tương đối thấp, liên tục và được điều khiển bởi dạng sóng hình sin, không bị biến dạng, để đảm bảo sự ổn định tần số tối đa.

Mạch Dao động Pierce

### Dao động Pierce
Mạch Dao động Pierce sử dụng cổng đảo CMOS ở chế độ khuếch đại cùng với phản hồi tinh thể nối tiếp để tạo dao động. Mạch do George W. Pierce (1872–1956) đưa ra.
Sơ đồ Dao động Pierce gần như thống trị trong thiết kế dao động tinh thể trong kỹ thuật số.

## Dao động tinh thể và lịch sử overclocking
Trong máy tính thì có từ vài đến hàng tá mạch dao động X-tal cung cấp tín hiệu nhịp (clock) cho hệ thống hoặc từng nhóm mạch.
Những chiếc máy tính AT của IBM đầu tiên sử dụng bộ dao động tinh thể để vận hành bộ xử lý. Hai hệ thống XT của máy tính IBM dùng các bộ dao động tinh thể thạch anh có tần số 12 Mhz và 16 Mhz. Các chip kiểm soát xung nhịp chia dao động đó cho 2, và kết quả là các bộ xử lý đó hoạt động ở xung nhịp 6 Mhz và 8 Mhz. Những overclocker đầu tiên đã sử dụng các tiểu xảo bằng cách thay thế các bộ dao động tinh thể 12 Mhz và 16 Mhz bằng các linh kiện dao động tinh thể 18 Mhz và 20 Mhz để các hệ thống máy tính này hoạt động ở tốc độ cao hơn: 9 Mhz và 10 Mhz.
Những hành động overclock này đã được một số công ty cho ra đời các mạch cho phép thay đổi sự dao động mà không phải thay thế từng linh kiện một trong hệ thống thời bấy giờ. Thiết bị này có các nấc điều khiển để thay đổi các dao động tinh thể (hình dạng của nó gần giống với các đồng hồ vạn năng ngày nay). XCELX là tên một thiết bị như vậy có thể cho phép thay đổi xung nhịp của các máy tính IBM ban đầu các xung nhịp từ 6,5 Mhz đến 12,7 Mhz. Đây là những hành động ép xung đầu tiên.

## Dao động tinh thể trong các máy tính cá nhân
Bo mạch chủ của máy tính cá nhân thường sử dụng hai bộ tinh thể: một dành cho kiểm soát sự hoạt động của bo mạch chủ, một dành cho kiểm soát thời gian thực (RTC). Dao động tinh thể để kiểm soát bo mạch chủ có tần số: 14,31818 MHz, với tinh thể dùng cho kiểm soát thời gian thực sử dụng tần số: 32,768 KHz.
Con số 14,31818 Mhz được xuất phát từ những máy tính IBM đầu tiên sử dụng năm 1981, khi này máy tính chạy ở tốc độ 4.77 MHz là được bộ chia tần số chia 3 lần. Các máy tính ngày nay vẫn sử dụng các bộ dao động tinh thể ở 14,31818 Mhz chỉ đơn giản như một sự kế thừa.
Ngoài ra thì tại các khối công tác đều có thể có dao động tinh thể, là nguồn cấp xung nhịp ổn định tại chỗ. Điều này dẫn đến về tổng thể số x-tal trong một máy tính cá nhân lến đến cỡ 1 tá.